# Otto Falckenberg
Otto Falckenberg (Coblenza, 5 ottobre 1873 – Monaco di Baviera, 25 dicembre 1947) è stato un regista, manager e drammaturgo tedesco.

## Biografia
Falckenberg era il figlio del commerciante di musica di corte Otto Falckenberg e di sua moglie Auguste, nata Nedelmann. Nel 1891 iniziò un apprendistato nel negozio di musica di suo padre, che continuò a Berlino. Dal 1894 a Berlino e dal 1896 a Monaco di Baviera Falckenberg ha studiato filosofia e storia, nonché storia della letteratura e dell'arte.
Durante questo periodo si formò nei teatri universitari ed ebbe contatti con Frank Wedekind attraverso il cabaret Gli undici boia; scrisse diverse opere teatrali, tra cui il dramma Redemption, che fu rappresentato per la prima volta nel 1899 dall'Associazione Academic-Dramatic nello Schauspielhaus di Monaco. Nello stesso anno, un volume di poesie, Morgenlieder - Gedichte, fu pubblicato da Eugen Diederichs a Lipsia. È stato cofondatore e segretario dell'Associazione Goethe ed è emerso come redattore critico culturale nel 1900 con Das Buch von der Lex Heinze. Come drammaturgo e direttore dell'Academic Dramatic Association, ha messo in scena diverse prime mondiali.
Nel 1901 ha co-fondato il cabaret letterario Die Elf Scharfrichter, al quale appartenne fino al 1903 come scrittore, attore e regista. Nel 1903 divenne scrittore e regista freelance al Neuer Verein e si ritirò a Emmering per scrivere.
Nel 1908 la sua opera teatrale Doctor Eisenbart fu rappresentata per la prima volta a Mannheim. Nel 1909 pubblicò la sua edizione della Drammaturgia di Schiller. Nel 1915 Erich Ziegel lo assunse al Münchner Kammerspiele come direttore e drammaturgo. Dal 1917 al 1944 ne fu direttore artistico, e dal 1939 consigliere comunale.
Falckenberg ha avuto un impatto duraturo sulla vita teatrale di Monaco. Soprattutto, le sue esibizioni di William Shakespeare e August Strindberg erano considerate di tendenza. Nel 1922 eseguì per la prima volta il lavoro di Bertolt Brecht Drummeln in der Nacht. Falckenberg è considerato lo scopritore o lo sponsor di numerosi attori come Berta Drews, Elisabeth Flickenschildt, Maria Nicklisch, Käthe Gold, Therese Giehse, Will Dohm, Heinz Rühmann, Otto Eduard Hasse, Axel von Ambesser, Carl Wery e Horst Caspar.
Dopo la fine della seconda guerra mondiale, a Falckenberg fu vietato di lavorare a causa dei suoi buoni rapporti con il regime nazista. Solo dopo molti anni ha potuto effettuare lezioni private di recitazione a Starnberg.
Di uno stile essenziale e rigoroso che metteva in risalto l'attore contro ogni soverchiante influenza scenografica, gli si deve in Germania, la rinascita di Strinberg, oltre che la rappresentazione di decisive novità di Wedekind, Luigi Pirandello, Brecht, Ernst Barlach e Richard Billinger.
Falckenberg è stato sposato tre volte. Sposò Wanda Kick nel 1903, sposò l'attrice Sybille Binder nel 1920 e la scultrice e medaglista Gerda Mädler nel 1924. Sua figlia dal suo primo matrimonio, Regina Gina Falckenberg (1907-1996), divenne attrice e scrittrice. Sua figlia dal terzo matrimonio è l'attrice e pantomima Bettina Falckenberg. La scuola di recitazione annessa al Kammerspiele fu chiamata Otto Falckenberg School dopo la sua morte.

## Opere
- Gli undici boia, cabaret;
- Redemption, dramma (1899)
- Morgenlieder - Gedichte, poesie (1899);
- Das Buch von der Lex Heinze, saggio critico (1900);
- Doctor Eisenbart, dramma (1908);
- Drammaturgia di Schiller, saggio e antologia (1909).